# Светско првенство у воденим спортовима 2011.
Светско првенство у воденим спортовима 2011. или XIV. ФИНА Светско првенство одржано је у Шангају, Кина од 16. до 31. јула 2011..
ФИНА је објавила да је Шангај добио домаћинство за организацију овог првенства у Мелбурну 24. марта 2007. у време Светског првенства 2007.. Поред Шангаја кандидати су још били Сеул, Мадрид, Сан Франциско, Дурбан, Доха и Јапанска пливачка федерација.

## Распоред
| ● | Квалификације | 1 | Финала |

| јули 2011             | 16 Суб | 17 Нед | 18 Пон | 19 Уто | 20 Сре | 21 Чет | 22 Пет | 23 Суб | 24 Нед | 25 Пон | 26 Уто | 27 Сре | 28 Чет | 29 Пет | 30 Суб | 31 Нед | Златне медаље |
| --------------------- | ------ | ------ | ------ | ------ | ------ | ------ | ------ | ------ | ------ | ------ | ------ | ------ | ------ | ------ | ------ | ------ | ------------- |
| Скокови у воду        | 1      | 1      | 2      | 2      | ●      | 1      | 1      | 1      | 1      |        |        |        |        |        |        |        | 10            |
| Даљинско пливање      |        |        |        | 1      | 1      | 1      | 2      | 2      |        |        |        |        |        |        |        |        | 7             |
| Пливање               |        |        |        |        |        |        |        |        | 4      | 4      | 5      | 4      | 5      | 5      | 6      | 7      | 40            |
| Синхроно пливање      |        | 1      | 1      | 1      | 1      | 1      | 1      | 1      |        |        |        |        |        |        |        |        | 7             |
| Ватерполо             |        | ●      | ●      | ●      | ●      | ●      | ●      | ●      | ●      | ●      | ●      | ●      | ●      | 1      | 1      |        | 2             |
| Укупно златних медаља | 1      | 2      | 3      | 4      | 2      | 3      | 4      | 4      | 5      | 4      | 5      | 4      | 5      | 6      | 7      | 7      | 66            |
| Укупан збир           | 1      | 3      | 6      | 10     | 12     | 15     | 19     | 23     | 28     | 32     | 37     | 41     | 46     | 52     | 59     | 66     |               |
| јули 2011             | 16 Суб | 17 Нед | 18 Пон | 19 Уто | 20 Сре | 21 Чет | 22 Пет | 23 Суб | 24 Нед | 25 Пон | 26 Уто | 27 Сре | 28 Чет | 29 Пет | 30 Суб | 31 Нед | Златне медаље |

## Биланс медаља
| Медаље земље домаћина |

|     | Држава               | Злато | Сребро | Бронза | Укупно |
| --- | -------------------- | ----- | ------ | ------ | ------ |
| 1.  | Сједињене Државе     | 8     | 4      | 3      | 15     |
| 2.  | Кина                 | 7     | 2      | 2      | 11     |
| 3.  | Бразил               | 3     | 0      | 0      | 3      |
| 4.  | Француска            | 2     | 3      | 2      | 7      |
| 5.  | Аустралија           | 2     | 2      | 1      | 5      |
| 6.  | Италија              | 1     | 3      | 0      | 4      |
| 7.  | Немачка              | 1     | 2      | 6      | 9      |
| 8.  | Грчка                | 1     | 1      | 0      | 2      |
| 9.  | Мађарска             | 1     | 0      | 4      | 5      |
| 10. | Бугарска             | 1     | 0      | 0      | 1      |
| 10. | Јужна Кореја         | 1     | 0      | 0      | 1      |
| 10. | Норвешка             | 1     | 0      | 0      | 1      |
| 10. | Уједињено Краљевство | 1     | 0      | 0      | 1      |
| 14. | Русија               | 0     | 3      | 3      | 6      |
| 15. | Јапан                | 0     | 3      | 2      | 5      |
| 16. | Канада               | 0     | 3      | 0      | 3      |
| 17. | Пољска               | 0     | 1      | 0      | 1      |
| 17. | Србија               | 0     | 1      | 0      | 1      |
| 19. | Јужна Африка         | 0     | 0      | 3      | 3      |
| 20. | Мексико              | 0     | 0      | 1      | 1      |
| 20. | Хрватска             | 0     | 0      | 1      | 1      |
| 20. | Украјина             | 0     | 0      | 1      | 1      |
|     | Укупно (22)          | 30    | 28     | 29     | 87     |

|             | Држава               | Злато | Сребро | Бронза | Укупно |
| ----------- | -------------------- | ----- | ------ | ------ | ------ |
| 1.          | Кина                 | 8     | 11     | 6      | 25     |
| 2.          | Русија               | 8     | 3      | 1      | 12     |
| 3.          | Сједињене Државе     | 8     | 2      | 6      | 16     |
| 4           | Уједињено Краљевство | 2     | 3      | 0      | 5      |
| 5           | Холандија            | 2     | 1      | 3      | 6      |
| 6           | Италија              | 2     | 1      | 1      | 4      |
| 7           | Данска               | 2     | 1      | 0      | 3      |
| 8           | Холандија            | 2     | 1      | 3      | 6      |
| 9           | Шведска              | 1     | 1      | 0      | 2      |
| 10.         | Грчка                | 1     | 0      | 1      | 2      |
| 11.         | Белорусија           | 1     | 0      | 0      | 1      |
| 11.         | Бразил               | 1     | 0      | 0      | 1      |
| 11.         | Швајцарска           | 1     | 0      | 0      | 1      |
| 14.         | Аустралија           | 0     | 7      | 4      | 8      |
| 15.         | Шпанија              | 0     | 1      | 5      | 6      |
| 16.         | Канада               | 0     | 1      | 3      | 4      |
| 16.         | Француска            | 0     | 1      | 3      | 4      |
| 18.         | Немачка              | 0     | 1      | 2      | 3      |
| 19.         | Јапан                | 0     | 1      | 0      | 1      |
| 20.         | Мексико              | 0     | 0      | 1      | 1      |
| Укупно (20) | Укупно (20)          | 37    | 35     | 36     | 108    |

### Биланс медаља, укупно
|             | Држава               | Злато | Сребро | Бронза | Укупно |
| ----------- | -------------------- | ----- | ------ | ------ | ------ |
| 1.          | Сједињене Државе     | 17    | 6      | 9      | 32     |
| 2.          | Кина                 | 15    | 13     | 8      | 36     |
| 3.          | Русија               | 8     | 6      | 4      | 18     |
| 4.          | Бразил               | 4     | 0      | 0      | 4      |
| 5.          | Италија              | 3     | 4      | 2      | 9      |
| 6.          | Уједињено Краљевство | 3     | 3      | 0      | 6      |
| 7.          | Аустралија           | 2     | 10     | 4      | 16     |
| 8.          | Француска            | 2     | 4      | 5      | 9      |
| 9.          | Холандија            | 2     | 1      | 3      | 6      |
| 10.         | Грчка                | 2     | 1      | 1      | 4      |
| 11.         | Данска               | 2     | 1      | 0      | 3      |
| 12.         | Немачка              | 1     | 3      | 9      | 13     |
| 13.         | Шведска              | 1     | 1      | 0      | 2      |
| 14.         | Мађарска             | 1     | 0      | 4      | 5      |
| 15.         | Белорусија           | 1     | 0      | 0      | 1      |
| 15.         | Бугарска             | 1     | 0      | 0      | 1      |
| 15.         | Јужна Кореја         | 1     | 0      | 0      | 1      |
| 15.         | Норвешка             | 1     | 0      | 0      | 1      |
| 15.         | Швајцарска           | 1     | 0      | 0      | 1      |
| 20.         | Канада               | 0     | 4      | 3      | 7      |
| 21.         | Јапан                | 0     | 4      | 2      | 5      |
| 22          | Шпанија              | 0     | 1      | 5      | 6      |
| 23          | Пољска               | 0     | 1      | 0      | 1      |
| 23          | Србија               | 0     | 1      | 0      | 1      |
| 25.         | Јужна Африка         | 0     | 0      | 3      | 3      |
| 26.         | Мексико              | 0     | 0      | 2      | 2      |
| 27.         | Хрватска             | 0     | 0      | 1      | 1      |
| 27.         | Украјина             | 0     | 0      | 1      | 1      |
| Укупно (28) | Укупно (28)          | 68    | 64     | 66     | 198    |

Напомена:Укупном збир има једно такмичење више од збира биланса мушких и женских медаља, јер је у даљинском пливању одржано такмичење мешовитих екипа, па се тај резултат налази само у укупном биласу медаља.

## Такмичења
У саставу првенства налазило се, као и до сада 5 самосталних спортова и то:

### Пливање
Пливачка такмичања одржана су у 50 m базену у 40 дисциплина (20 у мушкој и 20 у женској конкуренцији са по 17 дисциплина у појединачно и по 3 штафетне трке). Такмичења ће се одржати у Оријенталном спортском ценру у Шангају од 24. до 31. јула).

### Скокови у воду
Скокови у воду се састоји од 10 дисциплина (5 у мушкој и 5 у женској конкуренцији од чега 6 појединачно и 4 у паровима). Такмичења ће се одржати у Оријенталном спортском центру у Шангају од 16. до 24. јула.
Првог дана такмичења на 16. јула, кинеске скакачице освојиле су прву златну медаљу у дисциплини синхрони скокови са 3 метра одскочне даске за женске парове. Пар Ву Минсја и Хе Зи је резултатом од 356,40 освојио више од 40 бодова испред другопласираних Канађанки Емили Емон и Џенифер Абел.

### Даљинско пливање
У даљинском пливању на отвореном по први пут су одржана такмичења у седам дисциплина. Поред постојећих дисциплина (5, 10 и 25 км) по први пут је организовано и екипно такмичење за мушкарце. Такмичење је одржано код обале плаже Ђиншан од 19. до 23. јула.
Највише успеха су имали пливачи Немачке да укупно осојене 4 медаље: једна златне, две сребрне и једна бронзана.
Првог дана такмичења на 19. јула, британски пливачица Кери-Ен Пејн је освојила прво злато у даљинском пливању на 10 км за жене. Другог дана такмичења, грчки пливач Спиридон Јаниотис освојио је злато на 10 км за мушкарце испред фаворизовано немачког пливача Томаса Лурца. Трећег дана у новој дисциплини 5 км за мешовите екипе, победила је екипа Сједињених Америчких Држава у саставу Ендру Гемел, Шон Рајан, Ешли Твичел резултатом 57:00,6. Четвртог дана су одржана две трке такмичења на 5 км за мушкарце и жене. У женској је победила Швајцаркиња Свон Оберсон у времену 1:00:39,7, а у мушкој, немачки пливач Томас Лурц резултатом 56:16.2. Петог и последњег дана такмичења су одржана две трке у дисциплини 25 км у обе конкуренције. У мушкој трци злато је освојио бугарски пливач Петар Стојчев са 5:10:39,8, а код жена Бразилка Ана Марсела Куња у времену 5:29:22,9. Четири жене и 10 мушкараца који су стартовали на 25 км нису завршили трку, јер је температура воде достигла ниво који је довео у питање регуларност такмичења.

### Синхроно пливање
Синхроно или уметничко пливање одржано је у 7 дисциплина само у женској конкуреницији у Оријенталном спортском ценру у Шангају од 17. до 23. јула

### Ватерполо
Ватерполо такмичење одржавало су у мушкој и женској конкуренцији о времену од 17. до 30. јула. У турниру за мушкарце, Италија је постала првак, победивши у финалу носиоца титуле Србију. Код жена, Грчка је освојила титулу победом над домаћином Кином.